# Beurawang (Bubon)
Beurawang is een bestuurslaag in het regentschap Aceh Barat van de provincie Atjeh, Indonesië. Beurawang telt 490 inwoners (volkstelling 2010).